# Sven Gaffelbaard
Svend Tveskæg (Deens) of Sveinn Haraldsson tjúguskegg (Oudnoors) of Sweyn Forkbeard (Engels) (17 april 963 – Gainsborough, 3 februari 1014) was koning van Denemarken van 986 tot 1014, van Noorwegen van 999/1000 tot 1014 en van Engeland gedurende vijf weken in 1014. Hij wordt genoemd als de stichter van de stad Kopenhagen, samen met zijn zoon Knoet de Grote. In het Nederlands wordt hij Sven Gaffelbaard ("vorkbaard") genoemd.

## Levensloop

### Koning van Denemarken
Sven was de zoon van koning Harald I van Denemarken. In 986 kwam hij in opstand tegen zijn vader, vermoedelijk omdat die hem geen belangrijke rol in het bestuur wilde geven. Hij werd verslagen door zijn vader, maar die stierf kort daarna aan zijn verwondingen en daarna werd Sven toch tot koning gekozen.
Omstreeks 991 werd Denemarken bezet door een leger uit Zweden onder Erik VI van Zweden, maar na een jaar trok dat zich terug; mogelijk heeft Sven een afkoopsom betaald. Bij de bekering van zijn vader tot het christendom was ook Sven gedoopt en had hij de naam Otto gekregen. In de eerste jaren van zijn bewind zette hij zich echter af tegen het christendom en daarom wordt hij vooral door kroniekschrijver Adam van Bremen negatief afgeschilderd. Later zag Sven de politieke voordelen van de keuze voor het christendom en heeft hij een aantal kerken gebouwd. Sven haalde vooral Deense geestelijken uit Engeland om de Duitse invloed zoveel mogelijk te beperken (ongetwijfeld tot ongenoegen van Adam van Bremen). Hij gebruikte nooit zijn doopnaam.

### Koning van Noorwegen

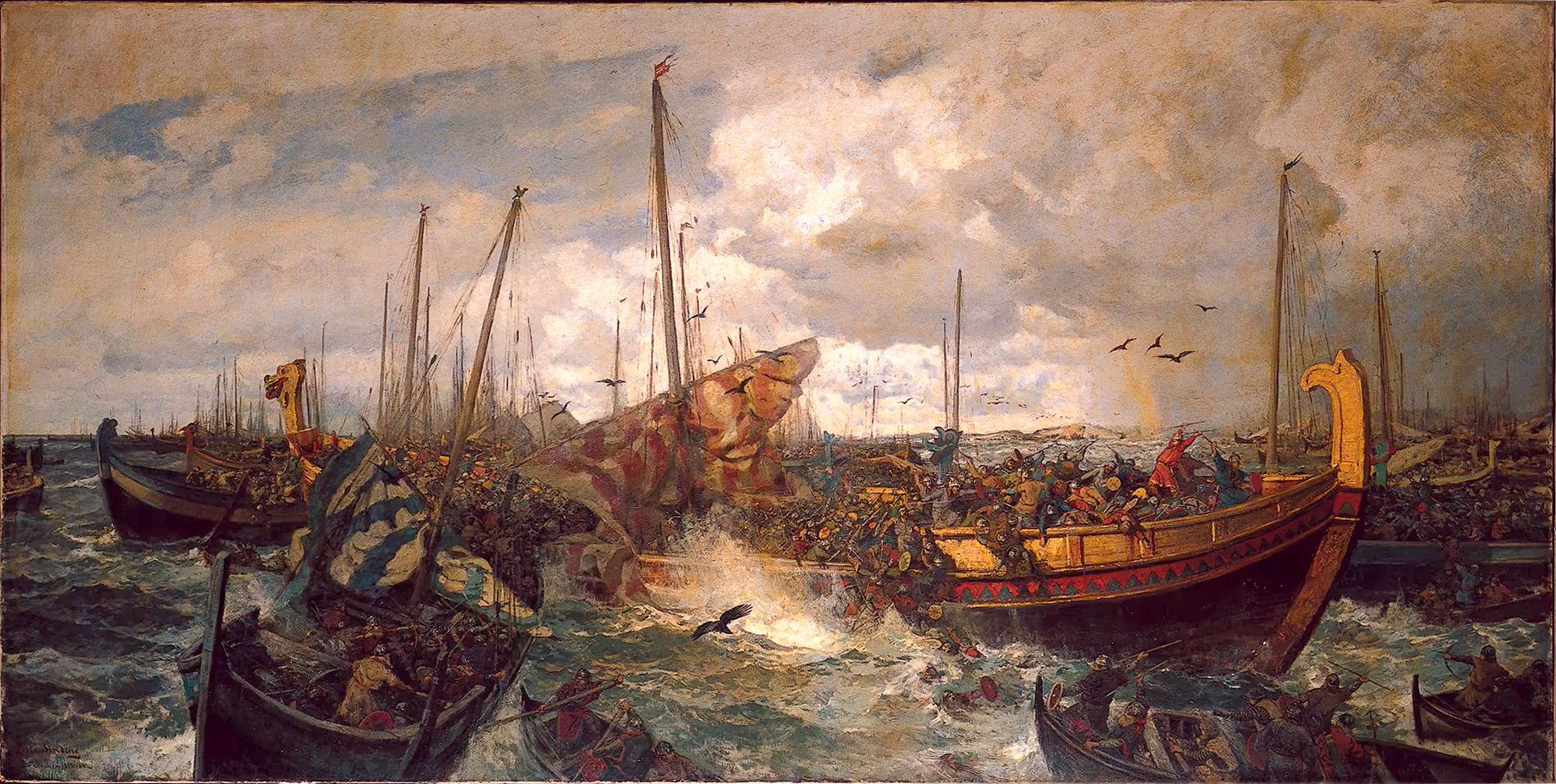
De zeeslag bij Svolder
verbeeld door Otto Sinding (1842-1909)

In 994 ondernam Sven, samen met Olaf I van Noorwegen, een expeditie naar Engeland. Ze vielen Londen aan en plunderden het zuidoosten van Engeland. In 995 kregen ze een Danegeld van 16.000 zilveren ponden en keerden ze terug. Olaf werd koning in Noorwegen. In de zeeslag bij Svolder (9 september 999) vocht Sven, samen met de Zweden en Noorse vluchtelingen, tegen Olaf, die verslagen werd en stierf. Sven benoemde nieuwe koningen die Noorwegen in zijn naam bestuurden.

### Koning van Engeland
In deze tijd leefden in Engeland grote groepen Denen die daar een machtige positie hadden. Koning Ethelred II van Engeland gaf in 1002 opdracht tot de slachtpartij op Sint-Brixius-dag. Hierbij werden zoveel mogelijk Denen vermoord, onder wie Svens zuster Gunhilde. Voor Sven was dit aanleiding voor een reeks uitgebreide plundertochten (1003–1005, 1006–1007, 1009–1012), die telkens met een Danegeld werden afgekocht. In 1013 deed Sven een serieuze poging om het land te veroveren. Hij landde aan de oostkust en trok naar Gainsborough. Daar werd hij door alle noordelijke edelen als koning erkend, en kreeg hij gijzelaars als borg voor de trouw van zijn onderdanen. Hij liet zijn zoon Knoet de Grote achter met een bezettingsleger en trok zelf naar het zuiden. Via Oxford en Winchester trok Sven naar Londen. Overal werd hij als koning erkend en kreeg hij gijzelaars, alleen Londen hield de poorten gesloten. Daarop besloot Sven eerst het westen te onderwerpen, wat zonder strijd lukte, en toen hij terugkeerde naar Londen gaf ook die stad zich over. Koning Ethelred was met zijn gezin naar Normandië gevlucht en Sven werd op het Kerstfeest tot koning van Engeland uitgeroepen. Sven vestigde zich in Gainsborough, maar overleed daar na een maand. Zijn lichaam werd naar Denemarken gebracht en hij werd begraven in Roskilde (stad).

## Opvolging
Sven werd in het thuisland opgevolgd door zijn oudste zoon Harald II van Denemarken, maar de Deense vloot in Engeland koos Knoet als koning. Engelse edelen hadden echter Ethelred terug laten komen en na een snelle opstand werd Ethelred weer koning van Engeland. Knoet zou Engeland in 1016 heroveren en na de dood van Harald werd hij ook koning van Denemarken, met gezag over Noorwegen en Pommeren.

## Familie
Sven trouwde met de weduwe van Erik VI van Zweden. Vóór die tijd zal hij ook al een of meer vrouwen hebben gehad maar dat zijn dan geen kerkelijke huwelijken geweest. De identiteit van de weduwe van Erik is niet eenduidig te herleiden uit de middeleeuwse bronnen: óf ze was Sigrid Storråda ("de hoogmoedige", dochter van de Vikinghoofdman Skoglar Toste uit Västergötland), óf ze was Świętosława van Polen (ook bekend als Gunhild, en de dochter van grootvorst Mieszko I van Polen). De IJslandse sagen en de Deense Saxo Grammaticus noemen Sigrid Storråda. Adam van Bremen noemt echter een onbekende Slavische prinses, die in een later deel van zijn boekwerken Gunhild wordt genoemd. Het is ook mogelijk dat Świętosława en Sigrid dezelfde persoon waren.
Sven en Świętosława/Sigrid kregen de volgende kinderen:
- Knoet de Grote;
- Harald II van Denemarken;
- Estrid Margaret, was verloofd met Richard II van Normandië maar trouwde uiteindelijk met Ulf Thurgilsson, een jarl in Engeland en later regent van Denemarken, tot hij in 1026 werd vermoord. Estrid en Ulf zijn begraven in Roskilde.
- Świętosława/Sigrid , werd vermeld als pelgrim in de kathedraal van Winchester, tijdens de regering van haar broer Knoet.

Sven had ten minste een dochter bij ene bijvrouw: Gyda, getrouwd met Erik Haakonsson.

### Voorouders
| Voorouders van Sven Gaffelbaard | Voorouders van Sven Gaffelbaard                 | Voorouders van Sven Gaffelbaard                 | Voorouders van Sven Gaffelbaard                 | Voorouders van Sven Gaffelbaard                 | Voorouders van Sven Gaffelbaard           | Voorouders van Sven Gaffelbaard           | Voorouders van Sven Gaffelbaard           | Voorouders van Sven Gaffelbaard           |
| ------------------------------- | ----------------------------------------------- | ----------------------------------------------- | ----------------------------------------------- | ----------------------------------------------- | ----------------------------------------- | ----------------------------------------- | ----------------------------------------- | ----------------------------------------- |
| Overgrootouders                 | Harthaknoet (-) ∞ ? (–)                         | Harthaknoet (-) ∞ ? (–)                         | ? (–) ∞ ? (–)                                   | ? (–) ∞ ? (–)                                   | ? (–) ∞ ? (–)                             | ? (–) ∞ ? (–)                             | ? (–) ∞ ? (–)                             | ? (–) ∞ ? (–)                             |
| Grootouders                     | Gorm de Oude (890-950) ∞ Tyra Danebot (895–935) | Gorm de Oude (890-950) ∞ Tyra Danebot (895–935) | Gorm de Oude (890-950) ∞ Tyra Danebot (895–935) | Gorm de Oude (890-950) ∞ Tyra Danebot (895–935) | ? (–) ∞ ? (–)                             | ? (–) ∞ ? (–)                             | ? (–) ∞ ? (–)                             | ? (–) ∞ ? (–)                             |
| Ouders                          | Harald I van Denemarken (930-986) ∞ ? (–)       | Harald I van Denemarken (930-986) ∞ ? (–)       | Harald I van Denemarken (930-986) ∞ ? (–)       | Harald I van Denemarken (930-986) ∞ ? (–)       | Harald I van Denemarken (930-986) ∞ ? (–) | Harald I van Denemarken (930-986) ∞ ? (–) | Harald I van Denemarken (930-986) ∞ ? (–) | Harald I van Denemarken (930-986) ∞ ? (–) |
| Sven Gaffelbaard (965–1014)     |                                                 |                                                 |                                                 |                                                 |                                           |                                           |                                           |                                           |

Gorm · Harald I · Sven I · Harald II · Knoet II · Knoet III · Magnus I · Sven II · Harald III · Knoet IV · Olaf I · Erik I · Niels · Erik II · Erik III · Sven III · Knoet V · Waldemar I · Knoet VI · Waldemar II · Erik IV · Abel · Christoffel I · Erik V · Erik VI · Christoffel II · Waldemar III · Christoffel II · Waldemar IV · Olaf II · Margaretha I · Erik VII · Christoffel III · Christiaan I · Johan · Christiaan II · Frederik I · Christiaan III · Frederik II · Christiaan IV · Frederik III · Christiaan V · Frederik IV · Christiaan VI · Frederik V · Christiaan VII · Frederik VI · Christiaan VIII · Frederik VII · Christiaan IX · Frederik VIII · Christiaan X · Frederik IX · Margrethe II · Frederik X
- Bibliothèque nationale de France: cb124548788 (data)
- Gemeinsame Normdatei: 119127334
- International Standard Name Identifier: 0000 0001 1490 7218
- Library of Congress Control Number: n85242176
- Nederlandse Thesaurus van Auteursnamen: 245898999
- LIBRIS: 199662
- Système universitaire de documentation: 033709211
- Virtual International Authority File: 223321118
- WorldCat: E39PBJvHd7GPCmwFdhTFQr3bBP